# Joan Sala i Salarich
Joan Sala i Salarich (Viladrau, 19 d'octubre del 1882 - Sant Pere de Torelló, 2 de setembre del 1936) va ser un religiós, compositor i folklorista osonenc que fou considerat "un dels més importants recol·lectors de cançons populars de tot Catalunya".

## Biografia
Estudià al Seminari de Vic i s'ordenà sacerdot el 24 de setembre del 1910. Va ser vicari de Vilanova de Sau (1914), de la Torre d'Oristà (1917), de l'Esquirol (1918), de Prats de Lluçanès (1923) i rector de Sant Quintí de Puig-rodon (Campdevànol) (1925); regent de la Maçana (Torà) (1927), ecònom de Castellcir (1930) i d'Estiula (Ripoll) (1933), i "párroco" de la Vola (Sant Pere de Torelló) (1935).
El 1916-1917, amb el recull Cançons populars de ma terra, havia guanyat un premi al setè concurs de la Festa de la Música Catalana de l'Orfeó Català; dos al vuitè concurs (1919-1920), per les recopilacions El cançonaire montanyenc i L'avi cançonaire; i al novè concurs, del 1921-1922, havia estat guardonat per Cançons de la muntanya. També guanyà premis concedits per l'Obra del Cançoner Popular als seus concursos de 1922 i 1924 per El Cançoner de la terra, El Cançoner humil i Els vells cantaires. Quan deixaren de convocar-se els concursos de l'Obra, mossèn Salà començà a aportar-hi cançons, que recollí en set missions individuals de recerca per les zones on exercia el ministeri sacerdotal i, d'aquesta manera, acabà lliurant a l'OCP 1.369 composicions que havia obtingut a les zones de Puig-rodon, la Maçana i en un conjunt d'altres localitats. Els resultats d'una darrera missió de recerca, la vuitena, que comprenien 427 cançons recollides entre 1933 i 1936, romangueren amagats durant la guerra i foren adquirits molt posteriorment per la Generalitat de Catalunya ("Arxiu Sala" de la Direcció General de Cultura Popular i Tradicional). Una extensa selecció dels materials de les primeres set missions, més un tast dels de la vuitena, van ser publicats en el volum XVIII de la col·lecció Materials, a cura de Josep Massot i Muntaner.
Durant la seva estada a l'Esquirol, als anys 20, hi formà un gran cor, que interpretava cançons que Joan Sala componia. A parer dels cantaires eren "complicades i difícils d'interpretar".
En esclatar la guerra civil fou interrogat dues vegades pel comitè anarquista de Sant Pere de Torelló, que el deixà en llibertat. Al 2 de setembre va ser novament cridat per uns milicians procedents de la Torrassa, que l'assassinaren a trets d'arma de foc. Durant la guerra es destruïren part dels seus materials musicals, i només se'n salvaren els que eren conservats a l'Orfeó Català i els recollits en la vuitena missió de recerca.

## Obres
- Himne al beat pare Oriol (1934), lletra i música de Joan Sala[7]
- Tribut d'amor, cançó mariana amb lletra d'Eduard Junyent[8]
- Sala i Salarich, Joan; Massot i Muntaner, Josep (editor). Missions de recerca.  Barcelona: Publicacions de l'Abadia de Montserrat, 2008 (Materials de l'Obra del Cançoner Popular de Catalunya, 18). ISBN 9788498830705.[Enllaç no actiu]